# Боровко, Николай Маркиянович
Николай Маркиянович Боровко (13 мая 1948, село Борщёв Барышевского района Киевской области) — украинский поэт. Член Национального союза писателей Украины с 4 апреля 2000 года. Заслуженный работник народного образования УССР (1991).

## Биография
Родился в селе Борщёв, Барышевского района Киевской области. Окончил Киевский педагогический институт
Работал начальником Управления образования и науки Бориспольского горисполкома. Сейчас[когда?] — проректор и преподаватель украинского языка в самом негосударственном ВУЗе Межрегиональной Академии управления персоналом.
Автор книг: «Февраль планеты», « Земные заботы», «На грани лета», «Хатнище», «Рондели», «Трубеж», «Исповедь», «Рождество весны». Лауреат премий имени А. Бойченко и имени А. Малышко.
8 апреля 1991 «за заслуги в развитии народного образования, внедрение новых методов обучения и воспитания подрастающего поколения»
присвоено звание «Заслуженный работник народного образования Украинской ССР».
В 1998 награждён орденом «За заслуги» третьей степени.
В 2006 г. присуждена Киевскую областную премию за заслуги в области образования.